# Energieplanologie
Energieplanologie is een vakgebied in ontwikkeling dat zich richt op de relatie tussen het energiesysteem en de ruimtelijk ordening. Het onderzoekt waar componenten van het energiesysteem —zoals hoogspanningsstations en windparken— het best passen in de fysieke ruimte, en waar ruimtelijke ontwikkelingen —zoals grootschalige woningbouwlocaties en nieuwe bedrijventerreinen— het best passen in het energiesysteem. Binnen energieplanologie wordt daarvoor de samenwerking opgezocht tussen organisaties uit het ruimtelijk domein (o.a. overheden) en partijen uit het energiedomein (o.a. netbeheerders).  

## Ontwikkeling
Het vakgebied ontstond in Nederland als reactie op de groeiende ruimtelijke impact van de energietransitie en netcongestie. Nieuwe vormen van energieproductie, zoals zon- en windparken, en de groeiende hoeveelheid energie-infrastructuur vragen meer fysieke ruimte in het landschap. Daarnaast begon het tekort aan netcapaciteit een beperkende (structurerende) factor te worden voor ruimtelijke ontwikkelingen.
In 2022 werd door Netbeheer Nederland voor het eerst opgeroepen tot Energieplanologie waarbij opwek en verbruik van energie wordt afgestemd op de ruimte op het net. In hetzelfde jaar adviseert ook het College van Rijksadviseurs om het gat tussen de energiesector en de ruimtelijke ordening te verkleinen en bewust te zijn van de toenemende sturing van energie op ruimtelijke ontwikkelingen. In een artikel in ROmagazine wordt het ontbreken van strategische planologische keuzes in de energietransitie gesignaleerd. In 2022 startten provincies en netbeheerders ook voor het eerst met het "Integraal programmeren", waarin maatschappelijke prioriteit werd toegekend aan investeringen in het energiesysteem (resulterend in zogenaamde pMIEK's) . 
In 2023 roept Martijn Gerritsen op om "het energiesysteem te verruimtelijken en het ruimtelijke systeem meer vanuit een energielogica in te richten"  en concludeert dat het thema energie in de ruimtelijke planning nog volop in ontwikkeling is. Diverse auteurs signaleren de uitdagingen in het inpassen van energie-infrastructuur in de ruimte . Provincies en netbeheerders starten dit jaar ook aan de tweede ronde integraal programmeren.
In 2024 roept het College van Rijksadviseurs om te komen tot een Energieplanologie die "ruimtelijke vraagstukken en energievraagstukken in samenhang [stuurt] om zo de benutting van de ruimte en de opwekking, het transport en de opslag van energie te optimaliseren." . Ook de Nederlandse School voor Openbaar bestuur signaleert in dat jaar Energieplanologie als opkomend thema. 

In 2025 publiceert een consortium aan partijen een essay over Energieplanologie . Daarin roepen ze op tot minder focus op het ruimtelijk inpassen van energie-infrastructuur, en meer aandacht voor strategische ruimtelijke keuzes waarbij energie als structurerende factor wordt bezien. Ook tekenen VNG, IPO, Netbeheer Nederland, en RVO in 2025 een samenwerkingsovereenkomst Leer- en Kennisprogramma Energieplanologie die resulteert in een Opleiding Energieplanologie voor ambtenaren van provincies, gemeenten, en medewerkers van netbeheerders. In zijn proefschrift beschrijft Martijn Gerritsen de worstelingen van de energieplanologische praktijk aan de hand van de samenwerkingen in RES-regio's.